# Petar II. Karađorđević

Petar II. Karađorđević (Beograd, 6. rujna 1923. – Denver, SAD, 3. studenoga 1970.), bio je posljednji jugoslavenski kralj.

## Dolazak na vlast
Najstariji sin kralja Aleksandra I. Karađorđevića i kraljice Marije rođen je u Beogradu 1923. Kraljem postaje 9. listopada 1934., nakon atentata na njegovog oca, kralja Aleksandra I., u Francuskoj. U njegovo ime Jugoslavijom su, po kraljevoj oporuci, trebali vladati namjesnici knez Pavle Karađorđević (1893. – 1976.), Ivo Perović ban Savske banovine i Radenko Stanković senator i dvorski liječnik, ali je vlast i sve odluke pripala Pavlu Karađorđeviću a ostala dva namjesnika samo su figurirali na toj dužnosti. Nakon ožujskog puča 1941. knez Pavle Karađorđević skinut je s vlasti i protjeran u Grčku a maloljetni kralj Petar II. Karađorđević proglašen je punoljetnim.
Nakon sloma Jugoslavije u Travanjskom ratu kralj Petar II. emigrirao je s Vladom u Atenu, potom u Kairo, pa u Palestinu, a od rujna 1941. pa sve do kraja rata s Vladom boravio je u Londonu. 

## Abdikacija
Kralj Petar II. je abdicirao tako što je u ulozi šefa države 7. ožujka 1945. imenovao Regentsko vijeće u sastavu: Srđan Budisavljević, Ante Mandić i Dušan Sernec s ovlaštenjem da s Narodnim komitetom za oslobođenje Jugoslavije (NKOJ) oformi zajedničku Privremenu vladu i prihvati nominaciju nove Vlade na čelu s Josipom Brozom Titom, za koju je Vijeće dalo suglasnost 29. studenoga 1945. kada je proglašena Federativna Narodna Republika Jugoslavija (FNRJ).
Taj nadnevak, kada je po međunarodnom pravu stvorena Druga Jugoslavija, od tada je obilježavan kao jugoslavenski praznik, Dan Republike. Nakon uvođenja jednostranačkog sustava, komunisti su taj praznik tumačili kao slavljenje Drugog zasjedanja AVNOJ-a 29. studenoga 1943. (taj je datum bio upisan u grb FNRJ/SFRJ).
Karađorđević je u egzilu živio u Ujedinjenom Kraljevstvu, Sjedinjenim Američkim Državama, Francuskoj, i Italiji. Nova vlast mu je zabranila povratak u Jugoslaviju i oduzela državljanstvo, njemu i cijeloj kraljevskoj obitelji. 
Politički bio je aktivan do smrti, surađivao je sa Srpskom pravoslavnom crkvom i srpskom emigracijom. Umro je poslije duge i teške bolesti u Denveru (SAD) 3. studenoga 1970., a pokopan je u manastiru Srpske pravoslavne crkve Sveti Sava u Libertyville, Illinois. Time je postao jedini europski vladar koji je pokopan na teritoriju SAD-a.
Na zahtjev svoje obitelji i Vlade Republike Srbije, njegovi posmrtni ostatci preneseni su iz SAD-a i 26. svibnja 2013. pokopani u obiteljskoj grobnici u crkvi Svetog Đorđa na Oplencu, u Srbiji.
Iz braka s grčkom princezom Aleksandrom (1921. – 1993.) ima sina jedinca Aleksandra (1945.), koji od 2000. godine živi u Beogradu.

## Vanjske poveznice
- The King Peter Order of Saint John Grand Masters  Arhivirana inačica izvorne stranice od 2. kolovoza 2008. (Wayback Machine) (engl.)